# Valech-Kommission
Die Valech-Kommission (nach ihrem Vorsitzenden Sergio Valech Aldunate; offiziell: Comisión Nacional de Prisión Política y Tortura) ist eine Wahrheitskommission, die im Jahr 2001, zehn Jahre nach der Transition zur Demokratie in Chile von Präsident Ricardo Lagos zur Untersuchung der politischen Festnahmen und Folter während der Diktatur Augusto Pinochets einberufen wurde. Am 29. November 2004 stellte die Kommission ihren 638 Seiten umfassenden Abschlussbericht vor, der (auf Spanisch) frei verfügbar ist.

## Aufgabe
Die Kommission untersuchte die Menschenrechtsverletzungen, die während der chilenischen Militärdiktatur (1973–1990) begangen wurden, nachdem das Militär gegen die demokratisch gewählte Regierung der sozialistischen Partido Socialista de Chile des Präsidenten Chiles, Salvador Allende am 11. September 1973 geputscht hatte. Der Oberkommandierende des Heeres, Augusto Pinochet, war bald nach der Machtübernahme zur unumstrittenen Führungsfigur aufgestiegen. Die Militärs hatten noch am Tag des Putsches fast alle demokratischen Institutionen aufgelöst und damit begonnen, ihre politischen Gegner systematisch auszulöschen. Neben deren Ermordung war Folter ein zentrales Machtinstrument.
Der Bericht wird als eine der wenigen verlässlichen Quellen über das Ausmaß dieser Folter angesehen. Angesichts der immer noch dominanten Stellung von Rechtsparteien und Militärs, die die Diktatur weiterhin befürworten oder verharmlosen, sind alle Daten und Zahlen als untere Grenze anzusehen. So wurden etwa alle Folteropfer aus den 1980er-Jahren, die formaljuristisch verurteilt worden waren, von der Kommission nicht als Opfer akzeptiert. Die Valech-Kommission beschäftigte sich nur mit Folter; die mehr als 3.100 politischen Morde wurden schon 1991 von der Rettig-Kommission untersucht.

## Mitglieder
Die Mitglieder der Kommission waren folgende Personen:
- Sergio Valech Aldunate (Präsident der Kommission), katholischer Bischof
- María Luisa Sepúlveda Edwards (Vizepräsidentin), Sozialarbeiterin und Menschenrechtsexpertin
- Miguel Luis Amunátegui Monckeberg, Jurist
- Luciano Fouillioux Fernández, Jurist
- José Antonio Gómez Urrutia, ehemaliger Justizminister
- Elizabeth Lira Kornfeld, Psychologin
- Lucas Sierra Iribarren, Jurist
- Álvaro Varela Walker, Jurist

## Ergebnisse

### Zweck der Folter
Wie in den meisten autoritären Diktaturen hatte die Folter in Chile zwei fundamentale Ziele: Zum einen sollte der Betroffene selbst „zum Reden“ gebracht werden und von weiterer oppositioneller Arbeit abgehalten werden (soweit er dies vorher überhaupt gemacht hatte). Wichtiger aber war den Militärs die allgemeine Verbreitung von Schrecken. Zusammen mit politischen Morden und dem „Verschwindenlassen“ von Personen sollten alle Gegner des Regimes systematisch eingeschüchtert werden und die Zivilgesellschaft sowie demokratische Basisorganisationen ausgelöscht werden.

### Ausmaß der Folter
In Chile wurde mindestens vom Morgen des 11. Septembers 1973 bis zum 10. März 1990 gefoltert, zehn Tage vor dem Abgang Pinochets, fast 17 Jahre lang. Die Valech-Kommission hat 27.255 politische Gefangene anerkannt, darunter 13 % Frauen, wobei die tatsächliche Zahl einige 10.000 Opfer mehr betragen könnte. Davon wurden 94 % gefoltert. Folter fand in allen Regionen Chiles und in allen größeren Städten statt. Sie wurde vor allem in Konzentrationslagern, Gefängnissen, Kasernen und auf Schiffen durchgeführt.

### Methoden
Soldaten, Militärs und Geheimdienstler wendeten ein weites Spektrum an Foltermethoden an (siehe auch den Abschnitt „Berichte der Opfer“). Eine (bei weitem nicht vollständige) Auswahl:
- Schläge
- Folter mit Elektroschocks
- Vergewaltigungen und sexuelle Gewalt (auch unter Einbeziehung von Tieren)
- Schlafentzug
- Scheinhinrichtung
- Russisches Roulette
- Nahrungsentzug

### Phasen

#### September bis Dezember 1973

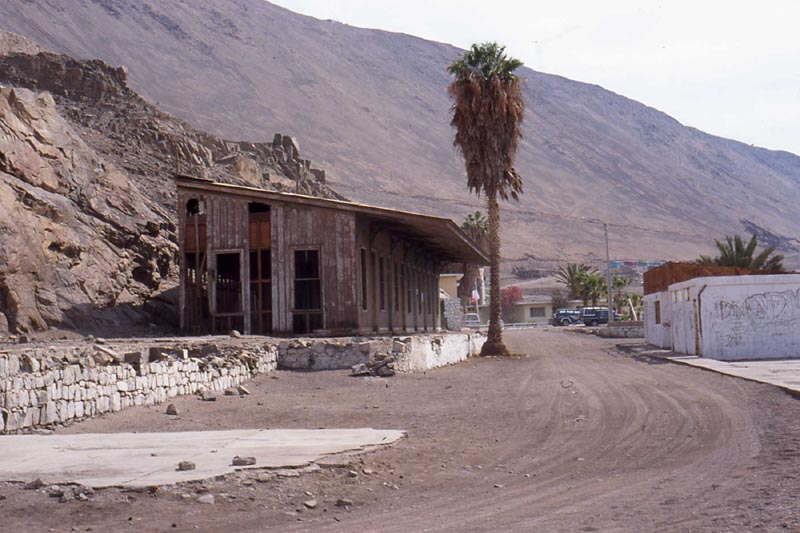
Ehemaliger Bahnhof – rechts Reste des ehemaligen Konzentrationslagers des Pinochet-Regimes

Unmittelbar nach dem Putsch gab es die meisten Opfer (Folterungen wie Morde). Allein am 11. September wurden 2131 Menschen aus politischen Gründen verhaftet, bis Ende des Jahres waren es 13.364. 43 % der Opfer wurden von Carabineros (Polizisten) verhaftet und weitere 30 % von Soldaten des Heeres (der Rest meist von Angehörigen von Luftwaffe und Marine oder Geheimdiensten). Opfer waren vor allem Mitglieder und Sympathisanten von Regierung, Linksparteien und Gewerkschaften. Die Festnahmen erfolgten meist in Fabriken, Universitäten und Gebäuden von Regierung, Linksparteien und Gewerkschaften. Oft wurden fast alle Anwesenden verhaftet. Öffentliche Gebäude wie Stadien, Konferenzhallen und Schulen wurden zu Konzentrationslagern umgerüstet. Der bekannteste Fall ist das Estadio Nacional, in dem allein mehr als 40.000 Gefangene zusammengetrieben worden sein sollen. Darüber hinaus gab es in Pisagua ein KZ und die berüchtigte Colonia Dignidad wurde ebenfalls zu Folterungen benutzt. Angesichts des Ausmaßes der Folterungen ist es kaum erwähnenswert, dass den Gefangenen Kontakt mit einem Anwalt oder seiner Familie genauso verweigert wurde wie ein Prozess und die Familien über den Verbleib der „Verschwundenen“ im Dunkeln gelassen wurden. Das Ende dieser „ersten Phase“ wurde durch die Schließung des KZs im Estadio Nacional im November eingeleitet. Parallel wurde das größte Geheimgefängnis „Londres 38“ eröffnet und informell die Dirección de Inteligencia Nacional gegründet, der wichtigste Geheimdienst im Zeitraum von 1974 bis 1977.

#### DINA: 1974 bis 1977
Nach drei Monaten wurden Repression und Folter deutlich professionalisiert. In den nächsten vier Monaten gab es mindestens 5266 politische Gefangene. Im Juni 1974 wurde die DINA offiziell gegründet und erhielt ihr eigenes Budget. Statt Massenverhaftungen wurden jetzt einzelne Mitglieder und Unterstützer von MIR, Sozialistischer Partei und Kommunistischer Partei (grob in dieser zeitlichen Reihenfolge) gefangen genommen und gefoltert. Beim Foltern selber war immer öfter medizinisches Personal anwesend, um einen (zu frühen) Tod zu verhindern. Statt sichtbarer Konzentrationslager wurde zunehmend in kleineren Geheimgefängnissen gefoltert, zwischen denen die Gefangenen öfters hin- und hertransportiert wurden. Statt Militärfahrzeugen wie anfangs benutzten die Folterer Privatlaster oder Kühlfahrzeuge.
Eine der Folterstätten befindet sich in der Straße Simón Bolívar 8800 in Santiago. Diese Kaserne ist die erste, von der man heute weiß, dass sie gezielt zur Vernichtung der politischen Gegner betrieben wurde. 1976 wurden hier wichtige Persönlichkeiten der im Geheimen arbeitenden Kommunistischen Partei getötet. Bekannt wurde die genaue Lage der Kaserne erst 2007 durch die Aussage von Jorgelino Vergara. Als Folge seiner Aussage wurden mehr als 70 ehemalige Geheimagenten mit Namen bekannt und wegen Verbrechen gegen die Menschenrechte verurteilt. Jorgelino Vergara arbeitete als Dienstbursche, el mocito, in der Kaserne. 2012 ist das Buch „La Danza de los Cuervos“ von Javier Rebolledo erschienen, in dem Jorgelino Vergara seine Aussagen wiederholt und ergänzt.
Nach einem tödlichen Attentat auf Orlando Letelier und einen amerikanischen Begleiter in Washington im Jahre 1976 wurde die DINA auf Druck der USA Ende 1977 offiziell aufgelöst.

#### CNI: 1977 bis 1990
Die Agenten der DINA folterten jedoch weiter, jetzt unter dem Namen Central Nacional de Informaciones. Bis 1990 wurden weitere 3.625 Menschen aus politischen Gründen gefangen genommen und gefoltert. Hauptopfer sind nun Mitglieder und Unterstützer der militärischen Opposition wie MIR, Frente Patriótico Manuel Rodríguez und Mapu-Lautaro, aber auch Vertreter der friedlichen Opposition, die ab 1983 massiv auftrat. Aufgrund internationalen und innenpolitischen Druckes versuchte das Regime, die Folter mit Sicherheitsgesetzen zu legitimieren. An den Tatsachen änderte sich jedoch nichts: Pinochet ließ bis zum letzten Monat seiner Diktatur foltern.

### Berichte der Opfer
Der Kommissionsbericht listet Dutzende von Zeugenaussagen von Folteropfern auf. Weil diese nur auf Spanisch verfügbar sind, wurden einige übersetzt und hier zusammengestellt.
Mann, gefangen genommen im September 1973, Marinekrankenhaus in Punta Arenas („Palacio de las Sonrisas“):
Später, während des Verhöres, kam immer wieder eine Person von hinten an den Stuhl heran und schlug mit beiden Händen zur gleichen Zeit auf die Ohren (das sogenannte „Telefon“ [el teléfono]), so dass man kurzzeitig das Bewusstsein verlor.
Mann, gefangen genommen im September 1973, Kommissariat von Río Bueno (X. Region):
… manchmal vor den Verhören hämmerten sie mir auf die Fingernägel beider Hände, einen nach dem anderen, bis sie alle komplett entzündet waren und deshalb taub, so dass mir alle Fingernägel ausgefallen sind.
Mann, gefangen genommen im Oktober 1973, Estadio Nacional in Santiago:
Ich wurde dreimal in den Umkleideräumen des Radstadions des Estadio Nacional verhört und gefoltert. Sie verbanden mir die Augen, schlugen mich am ganzen Körper und sagten mir, dass ich meine Frau und meine Kinder nie wieder sehen werde und dass sie ihnen Gewalt angetan hätten, vor allem dem kleinsten, der drei Jahre alt war. Ich stand, sie schlugen mich, anscheinend mit dem Handrücken, drückten mir die Luft ab und brachten mich zum Kotzen. Sie haben mich gegen die Wand getreten, so dass immer wieder meine Nase blutete. Ich musste mich hinsetzen und sie fassten mich an den Körperstellen an, wo sie sagten, dass sie mich mit Strom foltern würden. Mit fürchterlichen Schlägen mit der Hand schlugen sie mir auf die Ohren.
Mann, gefangen genommen im Oktober 1973, 3. Kommissariat in Rahue, Osorno:
Am 19. September holten sie uns einzeln aus der Zelle, einen nach dem anderen, um uns zu schlagen, ein Polizist gab mir mit einem Holzhammer einen kräftigen Schlag auf meine beiden kleinen Finger, um mir später mit einer Isolierzange die Fingernägel zu ziehen, in diesem Moment kam der Sargento X (Name gestrichen) herein, nahm dem Polizisten die Zange aus der Hand und begann, mir damit den Bart auszureißen…, auf einmal, getrieben vor Schmerzen, gelang es mir, dieser Person in die Hand zu beißen und ein Polizist schlug mir ins Gesicht … ich verlor das Bewusstsein und als ich wieder zu mir kam, merkte ich, dass ich stark am Kopf und aus Mund und Nase blutete … später merkte ich, dass mir acht Zähne fehlten … sie haben sie mir mit der Zange gezogen … oder ausgeschlagen, ich weiß nicht.
Mann, gefangen genommen im Mai 1974, Isla Dawson (XII. Region):
… später wurde mein linkes Handgelenk an einen elektrischen Ofen gebunden, der mich 15 bis 20 Minuten langsam verbrannte…
Mann, gefangen genommen im September 1973, Academia de Guerra Aérea (AGA) in Santiago:
Mit verbundenen Augen wurde ich auf einen Stuhl gesetzt, einem elektrischen Stuhl nachempfunden, die Füße, Hände und der Oberkörper wurden festgebunden; die elektrischen Kabel an den Schläfen befestigt, sobald die Folter begann, verlor ich die Kontrolle über meinen Kopf und meinen Mund, ich weiß das, weil ich meine Zunge in zwei Teile zerbissen habe, genauso wie die Innenseiten meiner Backen; der Schmerz und die Panik waren unerträglich und die Furcht hatte verheerende Folgen für meine Persönlichkeit. Ich wurde zurück in den Hangar geschleift, vollkommen nackt. Dort angekommen, durften mir meine Mitgefangenen nicht auf meine Matratze helfen …
Frau, gefangen genommen im September 1973, in Armeeeinrichtungen des Servicio de Inteligencia Militar in Valdivia:
… ich spürte ein Stechen in meinem Körper, das immer stärker wurde und immer mehr schmerzte und meine Muskel zogen sich zusammen, ich biss mir auf die Zunge, blutete, mein Herz schien einmal stehen zu bleiben und schlug danach rasend. Ich brach zusammen, sie schlugen mich, bis ich reagierte, nochmals stellten sie den Strom an; ich glaube, ich verlor das Bewusstsein. Ich wachte auf einem Haufen Stroh auf, mir war übel, alles tat mir weh und ich hatte einen Geschmack von Blut und Metall in meinem Mund. Ich höre, wie sich jemand nähert, mich mit einem Stethoskop abhört und zu jemand anderem sagt: „Das reicht für heute, gebt ihr zweimal 10 Milligramm Valium und Wasser!“
Frau, gefangen genommen im Januar 1975, in der Villa Grimaldi in Santiago:
Mit Schrecken verstand ich, dass sie über jeden einzelnen meiner Schritte Bescheid wussten. … sie sagten mir unzählige Male, dass ich verschwunden sei, ohne die geringsten Spuren hinterlassen zu haben und dass ich meine zwei Söhne nie wieder sehen würde. Sie kannten ihre Namen, die Schule, auf die sie gingen, und ihre Stundenpläne.
Frau, gefangen genommen im September 1973, im Estadio Nacional in Santiago:
Ich war schwanger und wurde durch eine Gruppe Soldaten gefoltert, vergewaltigt und sexuell missbraucht.
Frau, gefangen genommen im Oktober 1975, im Regiment Arica in La Serena:
Ich war im fünften Monat schwanger, als ich gefangen genommen wurde. … Stromfolter an Rücken, Vagina und After; die Nägel von Fingern und Zehen wurden gezogen; viele Male Schläge mit Schlagstöcken und Gewehrkolben auf den Hals; vorgetäuschte Exekutionen, sie haben mich nicht umgebracht, aber ich musste zuhören, wie die Kugeln direkt neben mir eingeschlagen sind; ich wurde gezwungen, Medikamente zu nehmen; sie haben mir Pentothal gespritzt mit der Warnung, dass ich unter der Hypnose die Wahrheit sagen würde; auf dem Boden mit gespreizten Beinen festgehalten wurden mir Ratten und Spinnen in Vagina und After eingeführt, ich fühlte, wie sie mich bissen, ich wachte in meinem eigenen Blut auf; sie zwangen zwei Gefangenenärzte, mit mir Sex zu haben, beide weigerten sich, woraufhin wir drei zusammengeschlagen wurden; ich wurde an Orte gebracht, wo ich unzählige Male und immer und immer wieder vergewaltigt wurde, manchmal musste ich den Samen der Vergewaltiger schlucken oder ich wurde mit ihrem Ejakulat im Gesicht und auf dem ganzen Körper beschmiert; sie zwangen mich, Exkremente zu essen, während sie mich schlugen und traten, auf den Rücken, auf den Kopf und in die Hüfte; unzählige Male erhielt ich elektrische Schläge …
Mann, gefangen genommen im Dezember 1975, in der Villa Grimaldi in Santiago:
… sie schlugen mich mehrere Minuten lang brutal mit Fäusten, Füßen und harten Gegenständen vor den Augen meiner Frau und meiner Mutter. Meine Mutter wurde weggeführt (sie wurde später freigelassen) und die Misshandlungen wurden an meiner Frau fortgesetzt. Verwirrt durch unser Schweigen befahl er: „Auf ‚den Grill’ [la parilla]“ … Eine halbe Stunde lang ließen sie mich die Folterung meiner Frau mit anhören. … sie rissen mir die Klamotten vom Leib, brachten mich in einen Raum mit metallenen Bettgestellen, fesselten mich an eines davon, machten Kabel und Elektroden mit Haken und Nägeln an meinen Füßen, Händen, der Nase, Ohren, Zahnfleisch, After, Penis und den Hoden fest und begannen mich mit Strom zu foltern, den sie mit einem Kurbelgenerator erzeugten.
Frau, gefangen genommen im September 1973, in der Fuerte Borgoño in der VIII. Region:
… sie verbanden mir die Augen mit Baumwolle und Klebeband und setzten mir eine schwarze Kapuze auf, die an meinem Nacken befestigt war, die fesselten mir die Hände und Füße und tauchten mich in eines dieser 250 Liter Ölfässer, das Ammoniak, Urin, Exkremente und Salzwasser enthielt; so tauchten sie mich unter, bis meine Atmung und meine Lungen versagten, und wiederholten dies immer und immer wieder, zusammen mit Schlägen, das nannten die Folterer „U-Boot“ [submarino].
Frau, Región Metropolitana, 1974:
Nachdem ich von den Folterern vergewaltigt wurde, wurde ich schwanger und trieb im Gefängnis ab. Ich erlitt Elektroschocks, „colgamientos“, „pau-arara“ [Papageienschaukel], „U-Boot“ [„submarino“], vorgetäuschte Erschießungen und Verbrennungen mit Zigaretten. Sie zwangen mich, Drogen zu nehmen, vergewaltigten mich, ließen einen Hund mit mir Sex haben und führten lebende Ratten in meine Vagina und meinen gesamten Körper ein. Sie zwangen mich, Sex mit meinem Vater und meinem Bruder zu haben, die auch gefangen waren. Außerdem sah und hörte ich deren Folterungen. Sie machten das „Telefon“ [„el teléfono“], sie legten mich auf den „Grill“ [„la parilla“], und schnitten mir mit einem Jatagan in den Bauch. Ich war 25. Ich war bis 1976 gefangen. Es gab keinen Prozess.
Mädchen, 14 Jahre, VII. Region, 12 Tage im Gefängnis, 1973:
… Danach zog sich einer von ihnen die Hosen aus und holte seinen Penis raus und zwang mich, ihn mit meinem Mund steif zu machen. Danach kam der andere und danach der nächste. Insgesamt waren es drei Militärs, denen ich es mit dem Mund machen musste, der letzte kam in meinem Mund; ich weiß nicht, wer sie waren, weil sie maskiert waren. Das einzige, was ich weiß, ist, dass mein Leben nie wieder das gleiche war, damals war ich noch Schülerin. Deswegen konnte ich bis heute nie wieder zur Schule gehen … das einzige, was ich weiß, ist, dass ich nichts vergessen kann.
Frau, V. Region, 1974:
Die Folterungen dauerten jedes Mal etwa 12 Stunden. Sie gingen jeden Tag gleich vor. Ich war im dritten Monat schwanger. Ich erhielt Schläge in den Unterleib. … Sie täuschten meine Erschießung vor und vergewaltigten mich. Sie rissen mir die Fingernägel der kleinen Finger heraus und verbrannten meinen Körper. Ich hörte, wie sie andere Gefangene folterten und sie ließen mich eine Kassette hören mit Schreien von Kindern und sagten mir, es seien meine. Sie zwangen mich, Exkremente zu essen. Wegen der Folterungen erlitt ich in X [Ausgelassen] eine spontane Fehlgeburt. Niemals habe ich medizinische Versorgung erhalten.
Mann, gefangen genommen im Mai 1988, Cuartel General de Investigaciones (General Mackenna), Región Metropolitana:
… sie kamen in unser Haus, schlugen meine Familie, zerstörten das Haus auf der Suche nach Waffen, sie schlugen mich vor meiner Familie, sie setzten mir eine Kapuze auf und schoben mich in ein Auto. Wir kamen in der Kaserne an, wo sie mich in einen engen Raum steckten, wo sie mir Hände und Füße fesselten, dann begann die Folter mit Schlägen auf die Schläfen, Strom im Mund und an den Ohren, Schlägen auf die Beine, später, weil sie nichts erreichten, schlugen sie mich mit Fäusten, danach brachten sie einen Compañero herein und folterten ihn vor meinen Augen, um mich zum Reden zu bringen. Das war der erste Tag …